# فهرست نخستین مسلمانان
نخستین مسلمانان (عربی: السابقون الأولون‎)، صحابه‌ای هستند که در ورود به اسلام از دیگران پیشی گرفتند و در قرآن از آنها به عنوان نخستین مسلمانان یاد شده است. ﴿وَالسَّابِقُونَ الْأَوَّلُونَ مِنَ الْمُهَاجِرِينَ وَالْأَنْصَارِ وَالَّذِينَ اتَّبَعُوهُمْ بِإِحْسَانٍ رَضِيَ اللَّهُ عَنْهُمْ وَرَضُوا عَنْهُ وَأَعَدَّ لَهُمْ جَنَّاتٍ تَجْرِي تَحْتَهَا الْأَنْهَارُ خَالِدِينَ فِيهَا أَبَدًا ۚ ذَٰلِكَ الْفَوْزُ الْعَظِيمُ﴾
مورخان بر اساس متون نقل شده، نام آنها را ذکر کرده‌اند. آنها به این دلیل متمایز هستند که در میان مسلمانان جایگاه والایی دارند، زیرا بر اساس نصوص قرآن که بر این امر دلالت دارد، از کسانی که پس از آنها آمده‌اند، برترند.

## نخستین مسلمان
در مورد نخستین مسلمان اجماع فراگیری وجود دارد که خدیجه بنت خویلد، همسر محمد نخستین مسلمان بوده است. هویت نخستین مرد مسلمان از دوران ابتدایی اسلام مورد مناقشه بوده است. به‌گفتهٔ مونت گومری وات بعضی منابع علی بن ابی‌طالب را نخستین مسلمان معرفی کرده‌اند که در آن زمان کودکی نه یا ده‌ساله بوده است. همچنین دانشمندان شیعه و بسیاری از دانشمندان اهل سنت نیز، بر این نظر تأکید کرده‌اند. زید بن حارثه، کاندیدای محتمل دیگر برای شناختن شدن به‌عنوان نخستین مسلمان است. زید در آغاز به‌عنوان برده به مکه آورده شد و به خانهٔ محمد و خدیجه راه یافت. آن‌ها زید را آزاد نمودند و بمانند فرزند خود او را پذیرفتند. حارث به‌طور واضحی مورد اعتماد محمد بود و محمد علاقهٔ بسیار زیادی به او (خصوصاً پس از مرگ فرزند پسر محمد و خدیجه) نشان می‌داد. به‌گفته مونتگمری، زید در آن زمان جوانی بسیار با آتیه بنظر می‌رسید و بنابراین محتمل است که او نخستین مسلمان مذکر بوده است. سومین کاندیدا ابوبکر بازرگانی بود که تنها دو سال از محمد جوان‌تر بود و سال‌ها دوست صمیمی محمد بود.
بر طبق گزارش ابن هشام در کتاب سیرهٔ نبوی، نخستین کسانی که مسلمان شدند پس از خدیجه به ترتیب:
1. علی بن ابی‌طالب
2. ابوبکر بن ابی‌قحافه
3. زید بن حارثه
4. عثمان بن عفان
5. زبیر بن عوام
6. عبدالرحمن بن عوف
7. سعد بن ابی‌وقاص
8. طلحه بن عبیدالله

نفر چهارم به بعد به دست ابوبکر مسلمان شدند. ایشان هر هشت سابق بودند در اسلام و با سید می‌بودند و تصدیق وی می‌نمودند و دیگر اهل مکه جمله منکر و مخالف بودند.

## فهرست نخستین مسلمانان
| ترتیب | فرنام (عربی)    | نام                    | قبیله               | جنسیت | خویشاوندی با محمد                          | توضیحات                                                       |
| ----- | --------------- | ---------------------- | ------------------- | ----- | ------------------------------------------ | ------------------------------------------------------------- |
| ۱     | أم المؤمنین     | خدیجه بنت خویلد        | بنی‌اسد از قریش      | مؤنث  | همسر                                       | نخستین زن مسلمان، نخستین همسر محمد و مادر فاطمه زهرا          |
| ۲     | أسد اللّٰه        | علی بن ابی‌طالب         | بنی‌هاشم از قریش     | مذکر  | پسر عمو و داماد                            | نخستین پسر مسلمان، چهارمین خلیفه راشدین و همسر فاطمه زهرا     |
| ۳     | الصدیق          | ابوبکر بن ابی‌قحافه     | بنی‌تیم از قریش      | مذکر  | پدر زن                                     | نخستین مرد مسلمان، نخستین خلیفه راشدین و پدر ام‌المؤمنین عایشه |
| ۴     | حِبُّ رسول اللّٰه    | زید بن حارثه           | بنی‌کلب              | مذکر  | فرزند خوانده                               |                                                               |
| ۵     | أم المؤمنین     | عایشه بنت ابی‌بکر       | بنی‌تیم از قریش      | مؤنث  | همسر                                       | دومین زن مسلمان و دختر ابوبکر                                 |
| ۶     | ذو النورین      | عثمان بن عفان          | بنی‌امیه از قریش     | مذکر  | داماد                                      | سومین خلیفه راشدین                                            |
|       | حواری رسول اللّٰه | زبیر بن عوام           | بنی‌اسد از قریش      | مذکر  | پسر عمه                                    |                                                               |
| ۸     | الأسد فی براثنه | سعد بن ابی‌وقاص         | بنی‌زهره از قریش     | مذکر  | خویشاوند مادری                             |                                                               |
| ۹     | الشهید الحی     | طلحة بن عبیدالله       | بنی‌تیم از قریش      | مذکر  | خویشاوندی دور                              |                                                               |
| ۱۰    |                 | عبدالرحمن بن عوف       | بنی‌زهره از قریش     | مذکر  | خویشاوند مادری                             |                                                               |
| ۱۱    | أمین الأمة      | ابوعبیدة بن الجراح     | بنی‌فهر از قریش      | مذکر  | خویشاوندی دور                              |                                                               |
| ۱۲    |                 | ابو سلمة بن عبدالاسد   | بنی‌مخزوم از قریش    | مذکر  | پسر عمه                                    | پیش از محمد همسر ام سلمه بود.                                 |
| ۱۳    | أبو عبدالله     | ارقم بن ابی‌ارقم        | بنی‌مخزوم از قریش    | مذکر  | خویشاوندی دور                              |                                                               |
| ۱۴    | أبو السائب      | عثمان بن مظعون         | بنی‌جمح از قریش      | مذکر  | خویشاوندی دور                              |                                                               |
| ۱۵    |                 | عبیدة بن حارث          | بنی‌مطلب از قریش     | مذکر  | خویشاوندی دور                              |                                                               |
| ۱۶    |                 | سعید بن زید            | بنی‌عدی از قریش      | مذکر  | خویشاوندی دور                              | همسر فاطمه بنت خطاب و پسر عموی عمر بن خطاب                    |
| ۱۷    | أم جمیل         | فاطمه بنت خطاب         | بنی‌عدی از قریش      | مؤنث  | خویشاوندی دور                              | سومین زن مسلمان، همسر سعید بن زید و خواهر عمر بن خطاب         |
| ۱۸    |                 | اسما بنت ابی‌بکر        | بنی‌تیم از قریش      | مؤنث  | خواهرزن                                    |                                                               |
| ۱۹    |                 | قدامة بن مظعون         | بنی‌جمح از قریش      | مذکر  | خویشاوندی دور                              | برادر عثمان بن مظعون                                          |
| ۲۰    |                 | عبدالله بن مظعون       | بنی‌جمح از قریش      | مذکر  | خویشاوندی دور                              | برادر عثمان بن مظعون                                          |
| ۲۱    |                 | خباب بن ارت            | بنی تمیم            | مذکر  | ندارد                                      |                                                               |
| ۲۲    |                 | عمیر بن ابی‌وقاص        | بنی‌زهره از قریش     | مذکر  | خویشاوند مادری                             | برادر سعد بن ابی وقاص                                         |
| ۲۳    | فقیه الأمة      | عبدالله بن مسعود       | بنی هذیل            | مذکر  | جد او و محمد با مدرکة بن الیاس به هم می‌رسد |                                                               |
| ۲۴    |                 | مسعود بن ربیعه         |                     | مذکر  | جد او و محمد با خزیمة بن مدرکه به هم می‌رسد |                                                               |
| ۲۵    |                 | سلیط بن عمرو           | بنی‌عامر از قریش     | مذکر  | ندارد                                      |                                                               |
| ۲۶    |                 | عیاش بن ابی‌ربیعه       | بنی‌مخزوم از قریش    | مذکر  | خویشاوندی دور                              |                                                               |
| ۲۷    |                 | اسما بنت سلامه         | بنی‌نشهل از بنی‌تمیم  | مؤنث  | ندارد                                      | همسر عیاش بن ابی‌ربیعه                                         |
| ۲۸    |                 | خنیس بن حذافه          | بنی‌سهم از قریش      | مذکر  | ندارد                                      | همسر نخست حفصه بنت عمر                                        |
| ۲۹    |                 | عامر بن ربیعه          |                     | مذکر  | ندارد                                      |                                                               |
| ۳۰    |                 | عبدالله بن جحش         | بنی‌اسد از قریش      | مذکر  | پسر عمه                                    |                                                               |
| ۳۱    |                 | ابو احمد بن جحش        | بنی‌اسد از قریش      | مذکر  | پسر عمه                                    | برادر عبدالله بن جحش                                          |
| ۳۲    | الطیار          | جعفر بن ابی‌طالب        | بنی‌هاشم از قریش     | مذکر  | پسر عمو                                    | برادر علی بن ابی‌طالب                                          |
| ۳۳    |                 | اسما بنت عمیس          | بنی‌خثعم             | مؤنث  | همسر پسر عمو                               | همسر جعفر بن ابی‌طالب                                          |
| ۳۴    |                 | حاطب بن حارث           |                     | مذکر  | ندارد                                      |                                                               |
| ۳۵    |                 | فاطم بنت مجلل          |                     | مؤنث  | ندارد                                      | همسر حاطب بن حارث                                             |
| ۳۶    |                 | خطاب بن حارث           |                     | مذکر  | ندارد                                      | برادر حاطب بن حارث                                            |
| ۳۷    |                 | فکیهة بنت یسار         |                     | مؤنث  | ندارد                                      | همسر خطاب بن حارث                                             |
| ۳۸    |                 | معمر بن حارث           |                     | مذکر  | ندارد                                      | برادر حاطب بن حارث                                            |
| ۳۹    |                 | سائب بن عثمان بن مظعون |                     | مذکر  | ندارد                                      |                                                               |
| ۴۰    |                 | مطلب بن ازهر           | بنی‌زهره از قریش     | مذکر  | خویشاوندی دور                              | پسر عبدالعوف زهری                                             |
| ۴۱    |                 | رمله بنت ابی‌عوف        | بنی‌زهره از قریش     | مؤنث  | خویشاوندی دور                              | همسر مطلب بن ازهر                                             |
| ۴۲    |                 | نعیم بن عبدالله        |                     | مذکر  | ندارد                                      |                                                               |
| ۴۳    |                 | عامر بن فهیره          |                     | مذکر  | ندارد                                      |                                                               |
| ۴۴    |                 | خالد بن سعید           |                     | مذکر  | خویشاوندی دور                              |                                                               |
| ۴۵    |                 | آمینه بنت خلف          |                     | مؤنث  | ندارد                                      | همسر خالد بن سعید                                             |
| ۴۶    |                 | حاطب بن عمرو           |                     | مذکر  | ندارد                                      |                                                               |
| ۴۷    |                 | ابوحذیفة بن عتبه       | بنی‌امیه از قریش     | مذکر  | خویشاوندی نزدیک                            |                                                               |
| ۴۸    |                 | واقد بن عبدالله        |                     | مذکر  | ندارد                                      |                                                               |
| ۴۹    |                 | خالد بن البکیر         |                     | مذکر  | ندارد                                      |                                                               |
| ۵۰    |                 | عامر بن البکیر         |                     | مذکر  | ندارد                                      |                                                               |
| ۵۱    |                 | عاقل بن البکیر         |                     | مذکر  | ندارد                                      |                                                               |
| ۵۲    |                 | إیاس بن البکیر         |                     | مذکر  | ندارد                                      |                                                               |
| ۵۳    |                 | عمار بن یاسر           |                     | مذکر  | ندارد                                      |                                                               |
| ۵۴    |                 | یاسر بن عامر           |                     | مذکر  | ندارد                                      |                                                               |
| ۵۵    |                 | صهیب بن سنان           |                     | مذکر  | ندارد                                      |                                                               |
| ۵۶    | أبو ذر          | جندب بن جناده          | بنی غفار            | مذکر  | ندارد                                      |                                                               |
| ۵۷    |                 | عمرو بن عبسه           | بنی سلیم            | مذکر  | ندارد                                      |                                                               |
| ۵۸    | الفاروق         | عمر بن خطاب            | بنی‌عدی از قریش      | مذکر  | پدر زن                                     | دومین خلیفه راشدین و پدر أم المؤمنین حفصه                     |
| ۵۹    | أم الخیر        | سلمی بنت صخر           | بنی‌تیم از قریش      | مؤنث  | ندارد                                      |                                                               |
| ۶۰    | صاحبة القلادة   | زینب بنت محمد          | بنی‌هاشم از قریش     | مؤنث  | دختر                                       |                                                               |
| ۶۱    | ذات الهجرتین    | رقیه بنت محمد          | بنی‌هاشم از قریش     | مؤنث  | دختر                                       |                                                               |
| ۶۲    |                 | ام کلثوم بنت محمد      | بنی‌هاشم از قریش     | مؤنث  | دختر                                       |                                                               |
| ۶۳    |                 | عبدالله بن یاسر        | بنی‌مخزوم از قریش    | مذکر  | خویشاوندی دور                              |                                                               |
| ۶۴    | مؤذن الرسول     | بلال بن رباح           | حبشی                | مذکر  | ندارد                                      |                                                               |
| ۶۵    | سفیر رسول اللّٰه  | مصعب بن عمیر           | بنی‌عبدالدار از قریش | مذکر  | خویشاوندی دور                              |                                                               |
| ۶۶    | أم سلمة         | هند بنت ابی‌امیه        | بنی‌مخزوم از قریش    | مؤنث  | همسر                                       |                                                               |
| ۶۷    | أبو غزوان       | عتبة بن غزوان          | بنی‌مازن             | مذکر  | ندارد                                      |                                                               |
| ۶۸    | أم رومان        | زینب بنت عامر          | بنی فراس            | مؤنث  | ندارد                                      |                                                               |
| ۶۹    |                 | عبدالله بن ابی‌بکر      | بنی‌تیم از قریش      | مذکر  | برادر همسر                                 |                                                               |
| ۷۰    | أبو الأسود      | مقداد بن عمرو          |                     | مذکر  | خویشاوندی دور                              |                                                               |